# Jaarbeursstedenbeker 1958/60
De 2de editie van de Jaarbeursstedenbeker vond plaats tussen 1958 en 1960 en werd voor de 2de keer door FC Barcelona gewonnen in de finale tegen Birmingham City. Net als de vorige editie zonden sommige steden een selectie van de beste clubs. Londen stuurde niet opnieuw de selectie Londen XI maar stuurde Chelsea FC. Het team van Kopenhagen bestond voornamelijk uit spelers van BK Frem.

## Eerste ronde
| Team #1                 | Tot.   | Team #2         | 1ste wed | 2de wed |
| ----------------------- | ------ | --------------- | -------- | ------- |
| R. Union Saint-Gilloise | 6 - 2  | Leipzig XI      | 6 - 1    | 0 - 1   |
| Hannover 96             | 2 - 4  | AS Roma         | 1 - 3    | 1 - 1   |
| Keulen XI               | 2 - 4  | Birmingham City | 2 - 2    | 0 - 2   |
| Zagreb XI               | 4 - 3  | Újpest Dósza SC | 4 - 2    | 0 - 1   |
| Kopenhagen XI           | 2 - 7  | Chelsea FC      | 1 - 3    | 1 - 4   |
| Belgrado XI             | 11 - 4 | Lausanne Sports | 6 - 1    | 5 - 3   |
| Basel XI                | 3 - 7  | FC Barcelona    | 1 - 2    | 2 - 5   |
| Internazionale          | 8 - 1  | Olympique Lyon  | 7 - 0    | 1 - 1   |

## Kwartfinale
| Team #1                 | Tot.  | Team #2        | 1ste wed | 2de wed |
| ----------------------- | ----- | -------------- | -------- | ------- |
| R. Union Saint-Gilloise | 3 - 1 | AS Roma        | 2 - 0    | 1 - 1   |
| Birmingham City         | 4 - 3 | Zagreb XI      | 1 - 0    | 3 - 3   |
| Chelsea FC              | 2 - 4 | Belgrado XI    | 1 - 0    | 1 - 4   |
| FC Barcelona            | 8 - 2 | Internazionale | 4 - 0    | 4 - 2   |

## Halve finale
| Team #1                 | Tot.  | Team #2         | 1ste wed | 2de wed |
| ----------------------- | ----- | --------------- | -------- | ------- |
| R. Union Saint-Gilloise | 4 - 8 | Birmingham City | 2 - 4    | 2 - 4   |
| Belgrado XI             | 2 - 4 | FC Barcelona    | 1 - 1    | 1 - 3   |

## Finale
| Team #1      | Tot.  | Team #2         | 1ste wed | 2de wed |
| ------------ | ----- | --------------- | -------- | ------- |
| FC Barcelona | 4 - 1 | Birmingham City | 0 - 0    | 4 - 1   |

Overige Europese Bekertoernooien: UEFA Champions League · UEFA Europa Conference League · UEFA Super Cup · Europacup I (Beker der Landskampioenen) · Europacup II (Beker der Bekerwinnaars) · UEFA Intertoto Cup